# Bắc Âu
Bắc Âu là khu vực nằm ở phía Bắc của châu Âu, nằm ở các vĩ độ cao nhất của châu Âu. Là nơi có địa hình băng hà cổ, thiên nhiên của vùng cũng được khai thác một cách hợp lí và khoa học. Phần lớn diện tích của khu vực này nằm trong vùng ôn đới lục địa và lạnh. Theo định nghĩa của Liên Hợp Quốc thì Bắc Âu bao gồm các nước và lãnh thổ sau:
- Đan Mạch
  -  Quần đảo Faroe
- Phần Lan
  -  Åland
- Iceland
- Na Uy
  - Đảo Svalbard và Jan Mayen
- Thụy Điển
  - Đảo Gotland và Öland
- Litva
- Latvia
- Estonia
  - Đảo Saaremaa và Hiiumaa cùng một số đảo nhỏ khác

Bắc Âu có địa hình băng hà cổ rất phổ biến. Nổi bật là bờ biển Na Uy, có dạng địa hình fio (vịnh hẹp băng hà). Ở Phần Lan cũng có hàng vạn hồ và đầm cũng có địa hình như vậy. Iceland có rất nhiều núi lửa với các suối nước nóng và có nguồn nước nóng được phun từ dưới đất lên. Phần lớn diện tích của bán đảo Scandinavia là núi và cao nguyên. Dãy núi già Scandinavia được đặt làm biên giới tự nhiên giữa hai nước Na Uy và Thuỵ Điển. Chung quy ra, Bắc Âu có khí hậu lạnh giá vào mùa đông, mát mẻ vào mùa hạ. Tuy vậy, vẫn có sự khác nhau giữa hai bên của dãy núi Scandinavia. Ở phía đông, Thuỵ Điển và Phần Lan có mùa đông rất giá lạnh, tuyết rơi từ tháng 10. Còn ở phía tây, ven biển Na Uy không lạnh lắm, nước biển không bị đóng băng, vào mùa hạ thì mát mẻ và mưa nhiều. Iceland nằm giáp với vòng cực Bắc, quốc gia này cũng được coi là xứ sở của băng tuyết. Bắc Âu có các nguồn tài nguyên quan trọng như dầu mỏ ở vùng thềm lục địa Biển Bắc, rừng ở bán đảo Scandinavia, quặng sắt, đồng, uranium, nguồn thủy năng và cá biển. Iceland có diện tích đồng cỏ khá rộng lớn.

## Kinh tế
Các nước thuộc khu vực Bắc Âu có mức sống cao, đó cũng nhờ việc khai thác nguồn tài nguyên thiên nhiên của vùng một cách hợp lí mà đã giúp cho vùng có một nền kinh tế phát triển đạt hiệu quả. Vùng có nguồn thủy điện dồi dào với giá rất rẻ nên đã tạo ra điều kiện thuận lợi để phát triển ngành công nghiệp của vùng. Hơn nữa, kinh tế biển đã và đang đóng vai trò quan trọng tại khu vực này, các dân tộc ở đây từ xưa đã nổi tiếng về nghề hàng hải và đánh bắt cá. Na Uy và Iceland có đội thương thuyền hùng mạnh và cũng có đội tàu đánh cá hiện đại, nhờ vậy mà nền kinh tế biển ở đây rất phát triển. Ngoài ra, ngành công nghiệp khai thác dầu khí cũng rất phát triển ở vùng Biển Bắc. Ngành công nghiệp khai thác rừng, sản xuất đồ gỗ và xuất khẩu giấy cũng đã đem lại một nguồn ngoại tệ lớn cho các quốc gia trên bán đảo Scandinavia. Việc khai thác này được tổ chức có kế hoạch, đi đôi với việc trồng và bảo vệ rừng. Gỗ được kết thành bè và thả trôi theo dòng sông tới các nhà máy chế biến gỗ nằm ở bên kia bờ biển. Tuy nhiên, ngành trồng trọt ở khu vực này không phát triển vì vùng này có điều kiện tự nhiên không thuận lợi. Nhưng ngành chăn nuôi và chế biển các sản phẩm từ chăn nuôi như bơ, pho mát, sữa, thịt, v.v... để xuất khẩu vẫn đóng vai trò quan trọng trong ngành sản xuất nông nghiệp của vùng. Đánh cá và xuất khẩu cá cũng là nguồn thu ngoại tệ lớn và quan trọng của vùng, cá chiếm 75% tổng sản phẩm xuất khẩu của Iceland.

## Cơ quan lập pháp

Bắc Âu theo định nghĩa của Liên Hợp Quốc
(màu xanh dương):
Bắc Âu
Tây Âu
Đông Âu
Nam Âu

Cơ quan lập pháp tại các quốc gia Bắc Âu chủ yếu được tổ chức theo cơ chế đơn viện, ngoại trừ: Vương quốc Liên hiệp Anh và Bắc Ireland, Ireland và Đảo Man được tổ chức theo hệ thống lưỡng viện. Trong các cơ quan lập pháp tại các quốc gia và vùng lãnh thổ Bắc Âu, thì Quốc hội Anh có số thành viên đông nhất, với 1.415 và 650 ở hạ viện). Cơ quan lập pháp của Quần đảo Faroe có ít thành viên nhất, chỉ có 33 nghị sĩ.
| STT | Tên quốc gia                            | Tổng số ghế | Thượng viện     | Hạ viện         |
| --- | --------------------------------------- | ----------- | --------------- | --------------- |
| 1   | Đảo Man                                 | 35 ghế      | 11 ghế          | 24 ghế          |
| 2   | Vương quốc Liên hiệp Anh và Bắc Ireland | 1.415 ghế   | 765 ghế         | 650 ghế         |
| 3   | Ireland                                 | 226 ghế     | 60 ghế          | 166 ghế         |
| 4   | Iceland                                 | 63 ghế      | Không chia viện | Không chia viện |
| 5   | Phần Lan                                | 200 ghế     | Không chia viện | Không chia viện |
| 6   | Na Uy                                   | 169 ghế     | Không chia viện | Không chia viện |
| 7   | Estonia                                 | 101 ghế     | Không chia viện | Không chia viện |
| 8   | Latvia                                  | 100 ghế     | Không chia viện | Không chia viện |
| 9   | Litva                                   | 141 ghế     | Không chia viện | Không chia viện |
| 10  | Thụy Điển                               | 349 ghế     | Không chia viện | Không chia viện |
| 11  | Đan Mạch                                | 179 ghế     | Không chia viện | Không chia viện |
| 12  | Quần đảo Faroe                          | 33 ghế      | Không chia viện | Không chia viện |
| 13  | Jersey                                  | 39 ghế      | Không chia viện | Không chia viện |
| 14  | Guernsey                                | 45 ghế      | Không chia viện | Không chia viện |